# Volta a Espanya de 2024
La Volta a Espanya de 2024 fou la 79a edició de la Volta a Espanya. La cursa tingué una durada de 3 setmanes, començant el 17 d'agost a Lisboa (Portugal) i acabant a Madrid el 8 de setembre. La prova tingué 21 etapes i un recorregut de 3.265 km. Fou la 28a prova de l'UCI World Tour.

## Equips
Vint-i-dos equips participaren a la cursa: els 18 WorldTeams, que hi tenen la participació garantida, els dos millors UCI ProTeams del 2023 (Lotto Dstny i Israel-Premier Tech) i dos equips convidats per l'organització de la prova (Kern Pharma i Euskaltel-Euskadi).
| WorldTeams (18)- Decathlon-AG2R La Mondiale - Alpecin-Deceuninck - Arkéa-B&B Hotels - Astana Qazaqstan Team - Bahrain Victorious - Red Bull-Bora-Hansgrohe - Cofidis - EF Education-EasyPost - Groupama-FDJ - Ineos Grenadiers - Intermarché-Wanty - Team Visma \| Lease a Bike - Lidl-Trek - Movistar Team - Soudal Quick-Step - Team dsm-firmenich PostNL - Team Jayco AlUla - UAE Team Emirates ProTeams (4)- Lotto Dstny - Equipo Kern Pharma - Euskaltel-Euskadi - Israel-Premier Tech |
| |

## Etapes
La Volta va sortir de Lisboa 27 anys després de la darrera vegada que ho féu des de la capital portuguesa i va recórrer per territori lusità durant tres etapes, la primera de les quals una contrarellotge de 12 quilòmetres. Les següents 20 etapes n'inclogueren cinc de mitja muntanya, vuit de muntanya, cinc amb perfil ondulat i una contrarellotge final a Madrid de 24,6 km. De les 19 etapes en línia, nou acabaren en alt.
| Etapa     | Data      | Ciutats d'etapa                                                        | type                      | Distància (km) | Vencedor de l'etapa     | Líder de la general |
| --------- | --------- | ---------------------------------------------------------------------- | ------------------------- | -------------- | ----------------------- | ------------------- |
| 1a etapa  | 17 de ago | Lisboa – Oeiras                                                        | contrarellotge individual | 12             | Brandon McNulty         | Brandon McNulty     |
| 2a etapa  | 18 de ago | Cascais – Ourém                                                        | etapa accidentada         | 194            | Kaden Groves            | Wout van Aert       |
| 3a etapa  | 19 de ago | Lousã – Castelo Branco                                                 | etapa accidentada         | 191,2          | Wout van Aert           | Wout van Aert       |
| 4a etapa  | 20 de ago | Plasència – Pico Villuercas                                            | etapa de muntanya         | 170,5          | Primož Roglič           | Primož Roglič       |
| 5a etapa  | 21 de ago | Fuente del Maestre – Sevilla                                           | etapa plana               | 177            | Pavel Bittner           | Primož Roglič       |
| 6a etapa  | 22 de ago | Jerez de la Frontera – Yunquera                                        | etapa de mitja muntanya   | 185,5          | Ben O'Connor            | Ben O'Connor        |
| 7a etapa  | 23 de ago | Archidona – Còrdova                                                    | etapa accidentada         | 180,5          | Wout van Aert           | Ben O'Connor        |
| 8a etapa  | 24 de ago | Úbeda – Cazorla                                                        | etapa de mitja muntanya   | 159            | Primož Roglič           | Ben O'Connor        |
| 9a etapa  | 25 de ago | Motril – Granada                                                       | etapa de muntanya         | 178,5          | Adam Yates              | Ben O'Connor        |
| 10a etapa | 27 de ago | Ponteareas – Baiona                                                    | etapa de muntanya         | 160            | Wout van Aert           | Ben O'Connor        |
| 11a etapa | 28 de ago | Padrón – Padrón                                                        | etapa de mitja muntanya   | 166,5          | Edward Dunbar           | Ben O'Connor        |
| 12a etapa | 29 de ago | Ourense – Muntanya Cabeza de Manzaneda                                 | etapa accidentada         | 137,5          | Pablo Castrillo Zapater | Ben O'Connor        |
| 13a etapa | 30 de ago | Lugo – Puerto de Ancares                                               | etapa de muntanya         | 176            | Michael Woods           | Ben O'Connor        |
| 14a etapa | 31 de ago | Villafranca del Bierzo – Villablino                                    | etapa de mitja muntanya   | 200,5          | Kaden Groves            | Ben O'Connor        |
| 15a etapa | 1 de set  | L'Infiestu – Valgrande-Pajares                                         | etapa de muntanya         | 143            | Pablo Castrillo Zapater | Ben O'Connor        |
| 16a etapa | 3 de set  | Luanco – llacs de Covadonga                                            | etapa de muntanya         | 181,5          | Marc Soler i Giménez    | Ben O'Connor        |
| 17a etapa | 4 de set  | Arnuero – Santander                                                    | etapa de mitja muntanya   | 141,5          | Kaden Groves            | Ben O'Connor        |
| 18a etapa | 5 de set  | Vitòria – Maeztu                                                       | etapa de mitja muntanya   | 179,5          | Urko Berrade            | Ben O'Connor        |
| 19a etapa | 6 de set  | Logronyo – Moncalvillo                                                 | etapa accidentada         | 173,5          | Primož Roglič           | Primož Roglič       |
| 20a etapa | 7 de set  | Villarcayo de Merindad de Castilla la Vieja – Espinosa de los Monteros | etapa de muntanya         | 172            | Edward Dunbar           | Primož Roglič       |
| 21a etapa | 8 de set  | Distrito Telefónica – Madrid                                           | contrarellotge individual | 24,6           | Stefan Küng             | Primož Roglič       |

## Classificacions finals

### Classificació general
| \| Classificació general \| Classificació general \| Classificació general \| Classificació general \| Classificació general \| \| Corredor \| Corredor \| Equip \| Temps \| \| \| --------------------- \| -------------------------- \| -------------------------- \| --------------------- \| --------------------- \| \| 1r \| Primož Roglič \| Red Bull-Bora-Hansgrohe \| 81h 49' 18" \| \| \| 2n \| Ben O'Connor \| Decathlon-AG2R La Mondiale \| + 2' 36" \| \| \| 3r \| Enric Mas Nicolau \| Movistar Team \| + 3' 13" \| \| \| 4t \| Richard Carapaz Montenegro \| EF Education-EasyPost \| + 4' 02" \| \| \| 5è \| Mattias Skjelmose \| Lidl-Trek \| + 5' 49" \| \| \| 6è \| David Gaudu \| Groupama-FDJ \| + 6' 32" \| \| \| 7è \| Florian Lipowitz \| Red Bull-Bora-Hansgrohe \| + 7' 05" \| \| \| 8è \| Mikel Landa Meana \| Soudal Quick-Step \| + 8' 48" \| \| \| 9è \| Pàvel Sivakov \| UAE Team Emirates \| + 10' 04" \| \| \| 10è \| Carlos Rodríguez Cano \| Ineos Grenadiers \| + 11' 19" \| \| \| 11è \| Edward Dunbar \| Team Jayco AlUla \| + 14' 40" \| \| \| 12è \| Adam Yates \| UAE Team Emirates \| + 15' 40" \| \| \| 13è \| Cristián Rodríguez Martín \| Arkéa-B&B Hotels \| + 18' 38" \| \| \| 14è \| Sepp Kuss \| Team Visma \\| Lease a Bike \| + 20' 25" \| \| \| 15è \| Guillaume Martin \| Cofidis \| + 31' 04" \| \| \| 16è \| Lorenzo Fortunato \| Astana Qazaqstan Team \| + 37' 23" \| \| \| 17è \| José Félix Parra \| Equipo Kern Pharma \| + 51' 33" \| \| \| 18è \| Aleksandr Vlàssov \| Red Bull-Bora-Hansgrohe \| + 55' 05" \| \| \| 19è \| Steven Kruijswijk \| Team Visma \\| Lease a Bike \| + 1h 01' 53" \| \| \| 20è \| Clément Berthet \| Decathlon-AG2R La Mondiale \| + 1h 04' 13" \| \| |                            |                            |              |
| |                            |                            |              |
| Font: ProCyclingStats |                            |                            |              |
| Classificació general |                            |                            |              |
| Corredor | Corredor                   | Equip                      | Temps        |
| 1r | Primož Roglič              | Red Bull-Bora-Hansgrohe    | 81h 49' 18"  |
| 2n | Ben O'Connor               | Decathlon-AG2R La Mondiale | + 2' 36"     |
| 3r | Enric Mas Nicolau          | Movistar Team              | + 3' 13"     |
| 4t | Richard Carapaz Montenegro | EF Education-EasyPost      | + 4' 02"     |
| 5è | Mattias Skjelmose          | Lidl-Trek                  | + 5' 49"     |
| 6è | David Gaudu                | Groupama-FDJ               | + 6' 32"     |
| 7è | Florian Lipowitz           | Red Bull-Bora-Hansgrohe    | + 7' 05"     |
| 8è | Mikel Landa Meana          | Soudal Quick-Step          | + 8' 48"     |
| 9è | Pàvel Sivakov              | UAE Team Emirates          | + 10' 04"    |
| 10è | Carlos Rodríguez Cano      | Ineos Grenadiers           | + 11' 19"    |
| 11è | Edward Dunbar              | Team Jayco AlUla           | + 14' 40"    |
| 12è | Adam Yates                 | UAE Team Emirates          | + 15' 40"    |
| 13è | Cristián Rodríguez Martín  | Arkéa-B&B Hotels           | + 18' 38"    |
| 14è | Sepp Kuss                  | Team Visma \| Lease a Bike | + 20' 25"    |
| 15è | Guillaume Martin           | Cofidis                    | + 31' 04"    |
| 16è | Lorenzo Fortunato          | Astana Qazaqstan Team      | + 37' 23"    |
| 17è | José Félix Parra           | Equipo Kern Pharma         | + 51' 33"    |
| 18è | Aleksandr Vlàssov          | Red Bull-Bora-Hansgrohe    | + 55' 05"    |
| 19è | Steven Kruijswijk          | Team Visma \| Lease a Bike | + 1h 01' 53" |
| 20è | Clément Berthet            | Decathlon-AG2R La Mondiale | + 1h 04' 13" |

| Classificació per punts | Classificació per punts | Classificació per punts   | Classificació per punts | Classificació per punts |
| Corredor                | Corredor                | Equip                     | Punts                   |                         |
| ----------------------- | ----------------------- | ------------------------- | ----------------------- | ----------------------- |
| 1r                      | Kaden Groves            | Alpecin-Deceuninck        | 226 pts                 |                         |
| 2n                      | Primož Roglič           | Red Bull-Bora-Hansgrohe   | 140 pts                 |                         |
| 3r                      | Max Poole               | Team dsm-firmenich PostNL | 118 pts                 |                         |
| 4t                      | Pablo Castrillo Zapater | Equipo Kern Pharma        | 117 pts                 |                         |
| 5è                      | Mathias Vacek           | Lidl-Trek                 | 110 pts                 |                         |
| 6è                      | Pavel Bittner           | Team dsm-firmenich PostNL | 106 pts                 |                         |
| 7è                      | Enric Mas Nicolau       | Movistar Team             | 102 pts                 |                         |
| 8è                      | Mauro Schmid            | Team Jayco AlUla          | 100 pts                 |                         |
| 9è                      | Stefan Küng             | Groupama-FDJ              | 99 pts                  |                         |
| 10è                     | Marc Soler i Giménez    | UAE Team Emirates         | 98 pts                  |                         |

| Classificació per punts | Classificació per punts | Classificació per punts   | Classificació per punts | Classificació per punts |
| Corredor                | Corredor                | Equip                     | Punts                   |                         |
| ----------------------- | ----------------------- | ------------------------- | ----------------------- | ----------------------- |
| 1r                      | Kaden Groves            | Alpecin-Deceuninck        | 226 pts                 |                         |
| 2n                      | Primož Roglič           | Red Bull-Bora-Hansgrohe   | 140 pts                 |                         |
| 3r                      | Max Poole               | Team dsm-firmenich PostNL | 118 pts                 |                         |
| 4t                      | Pablo Castrillo Zapater | Equipo Kern Pharma        | 117 pts                 |                         |
| 5è                      | Mathias Vacek           | Lidl-Trek                 | 110 pts                 |                         |
| 6è                      | Pavel Bittner           | Team dsm-firmenich PostNL | 106 pts                 |                         |
| 7è                      | Enric Mas Nicolau       | Movistar Team             | 102 pts                 |                         |
| 8è                      | Mauro Schmid            | Team Jayco AlUla          | 100 pts                 |                         |
| 9è                      | Stefan Küng             | Groupama-FDJ              | 99 pts                  |                         |
| 10è                     | Marc Soler i Giménez    | UAE Team Emirates         | 98 pts                  |                         |

| Classificació de la muntanya | Classificació de la muntanya | Classificació de la muntanya | Classificació de la muntanya | Classificació de la muntanya |
| Corredor                     | Corredor                     | Equip                        | Punts                        |                              |
| ---------------------------- | ---------------------------- | ---------------------------- | ---------------------------- | ---------------------------- |
| 1r                           | Jay Vine                     | UAE Team Emirates            | 78 pts                       |                              |
| 2n                           | Marc Soler i Giménez         | UAE Team Emirates            | 76 pts                       |                              |
| 3r                           | Pablo Castrillo Zapater      | Equipo Kern Pharma           | 43 pts                       |                              |
| 4t                           | Primož Roglič                | Red Bull-Bora-Hansgrohe      | 32 pts                       |                              |
| 5è                           | Marco Frigo                  | Israel-Premier Tech          | 32 pts                       |                              |
| 6è                           | Enric Mas Nicolau            | Movistar Team                | 28 pts                       |                              |
| 7è                           | Filippo Zana                 | Team Jayco AlUla             | 27 pts                       |                              |
| 8è                           | Pàvel Sivakov                | UAE Team Emirates            | 26 pts                       |                              |
| 9è                           | Aleksandr Vlàssov            | Red Bull-Bora-Hansgrohe      | 25 pts                       |                              |
| 10è                          | David Gaudu                  | Groupama-FDJ                 | 24 pts                       |                              |

| Classificació de la muntanya | Classificació de la muntanya | Classificació de la muntanya | Classificació de la muntanya | Classificació de la muntanya |
| Corredor                     | Corredor                     | Equip                        | Punts                        |                              |
| ---------------------------- | ---------------------------- | ---------------------------- | ---------------------------- | ---------------------------- |
| 1r                           | Jay Vine                     | UAE Team Emirates            | 78 pts                       |                              |
| 2n                           | Marc Soler i Giménez         | UAE Team Emirates            | 76 pts                       |                              |
| 3r                           | Pablo Castrillo Zapater      | Equipo Kern Pharma           | 43 pts                       |                              |
| 4t                           | Primož Roglič                | Red Bull-Bora-Hansgrohe      | 32 pts                       |                              |
| 5è                           | Marco Frigo                  | Israel-Premier Tech          | 32 pts                       |                              |
| 6è                           | Enric Mas Nicolau            | Movistar Team                | 28 pts                       |                              |
| 7è                           | Filippo Zana                 | Team Jayco AlUla             | 27 pts                       |                              |
| 8è                           | Pàvel Sivakov                | UAE Team Emirates            | 26 pts                       |                              |
| 9è                           | Aleksandr Vlàssov            | Red Bull-Bora-Hansgrohe      | 25 pts                       |                              |
| 10è                          | David Gaudu                  | Groupama-FDJ                 | 24 pts                       |                              |

| Classificació del millor jove | Classificació del millor jove | Classificació del millor jove | Classificació del millor jove | Classificació del millor jove |
| Corredor                      | Corredor                      | Equip                         | Temps                         |                               |
| ----------------------------- | ----------------------------- | ----------------------------- | ----------------------------- | ----------------------------- |
| 1r                            | Mattias Skjelmose             | Lidl-Trek                     | 81h 55' 07"                   |                               |
| 2n                            | Florian Lipowitz              | Red Bull-Bora-Hansgrohe       | + 1' 16"                      |                               |
| 3r                            | Carlos Rodríguez Cano         | Ineos Grenadiers              | + 5' 30"                      |                               |
| 4t                            | Matthew Riccitello            | Israel-Premier Tech           | + 1h 40' 48"                  |                               |
| 5è                            | Max Poole                     | Team dsm-firmenich PostNL     | + 1h 50' 46"                  |                               |
| 6è                            | Isaac del Toro                | UAE Team Emirates             | + 1h 51' 38"                  |                               |
| 7è                            | Giovanni Aleotti              | Red Bull-Bora-Hansgrohe       | + 1h 54' 14"                  |                               |
| 8è                            | Junior Lecerf                 | Soudal Quick-Step             | + 2h 09' 35"                  |                               |
| 9è                            | Valentin Paret-Peintre        | Decathlon-AG2R La Mondiale    | + 2h 12' 06"                  |                               |
| 10è                           | Gianmarco Garofoli            | Astana Qazaqstan Team         | + 2h 16' 36"                  |                               |

| Classificació del millor jove | Classificació del millor jove | Classificació del millor jove | Classificació del millor jove | Classificació del millor jove |
| Corredor                      | Corredor                      | Equip                         | Temps                         |                               |
| ----------------------------- | ----------------------------- | ----------------------------- | ----------------------------- | ----------------------------- |
| 1r                            | Mattias Skjelmose             | Lidl-Trek                     | 81h 55' 07"                   |                               |
| 2n                            | Florian Lipowitz              | Red Bull-Bora-Hansgrohe       | + 1' 16"                      |                               |
| 3r                            | Carlos Rodríguez Cano         | Ineos Grenadiers              | + 5' 30"                      |                               |
| 4t                            | Matthew Riccitello            | Israel-Premier Tech           | + 1h 40' 48"                  |                               |
| 5è                            | Max Poole                     | Team dsm-firmenich PostNL     | + 1h 50' 46"                  |                               |
| 6è                            | Isaac del Toro                | UAE Team Emirates             | + 1h 51' 38"                  |                               |
| 7è                            | Giovanni Aleotti              | Red Bull-Bora-Hansgrohe       | + 1h 54' 14"                  |                               |
| 8è                            | Junior Lecerf                 | Soudal Quick-Step             | + 2h 09' 35"                  |                               |
| 9è                            | Valentin Paret-Peintre        | Decathlon-AG2R La Mondiale    | + 2h 12' 06"                  |                               |
| 10è                           | Gianmarco Garofoli            | Astana Qazaqstan Team         | + 2h 16' 36"                  |                               |

| Classificació per equips | Classificació per equips   | Classificació per equips | Classificació per equips |
| Equip                    | Equip                      | Temps                    |                          |
| ------------------------ | -------------------------- | ------------------------ | ------------------------ |
| 1r                       | UAE Team Emirates          | 245h 12' 58"             |                          |
| 2n                       | Red Bull-Bora-Hansgrohe    | + 33' 53"                |                          |
| 3r                       | Decathlon-AG2R La Mondiale | + 1h 23' 09"             |                          |
| 4t                       | Team Visma \| Lease a Bike | + 1h 53' 33"             |                          |
| 5è                       | Groupama-FDJ               | + 2h 16' 51"             |                          |
| 6è                       | Soudal Quick-Step          | + 2h 28' 28"             |                          |
| 7è                       | Movistar Team              | + 2h 47' 49"             |                          |
| 8è                       | Lidl-Trek                  | + 2h 47' 58"             |                          |
| 9è                       | Equipo Kern Pharma         | + 2h 55' 08"             |                          |
| 10è                      | Ineos Grenadiers           | + 3h 18' 42"             |                          |

| Classificació per equips | Classificació per equips   | Classificació per equips | Classificació per equips |
| Equip                    | Equip                      | Temps                    |                          |
| ------------------------ | -------------------------- | ------------------------ | ------------------------ |
| 1r                       | UAE Team Emirates          | 245h 12' 58"             |                          |
| 2n                       | Red Bull-Bora-Hansgrohe    | + 33' 53"                |                          |
| 3r                       | Decathlon-AG2R La Mondiale | + 1h 23' 09"             |                          |
| 4t                       | Team Visma \| Lease a Bike | + 1h 53' 33"             |                          |
| 5è                       | Groupama-FDJ               | + 2h 16' 51"             |                          |
| 6è                       | Soudal Quick-Step          | + 2h 28' 28"             |                          |
| 7è                       | Movistar Team              | + 2h 47' 49"             |                          |
| 8è                       | Lidl-Trek                  | + 2h 47' 58"             |                          |
| 9è                       | Equipo Kern Pharma         | + 2h 55' 08"             |                          |
| 10è                      | Ineos Grenadiers           | + 3h 18' 42"             |                          |

## Evolució de les classificacions
| Etapa | Vencedor        | Classificació general | Classificació per punts | Classificació de la muntanya | Classificació jove | Classificació per equips   | Premi de la combativitat |
| ----- | --------------- | --------------------- | ----------------------- | ---------------------------- | ------------------ | -------------------------- | ------------------------ |
| 1     | Brandon McNulty | Brandon McNulty       | Brandon McNulty         | no entregat                  | Mathias Vacek      | UAE Team Emirates          | no entregat              |
| 2     | Kaden Groves    | Wout van Aert         | Kaden Groves            | Stefan Küng                  | Mathias Vacek      | UAE Team Emirates          | Luis Ángel Maté          |
| 3     | Wout van Aert   | Wout van Aert         | Wout van Aert           | Luis Ángel Maté              | Mathias Vacek      | UAE Team Emirates          | Xabier Isasa             |
| 4     | Primož Roglič   | Primož Roglič         | Wout van Aert           | Sylvain Moniquet             | Antonio Tiberi     | UAE Team Emirates          | Pablo Castrillo          |
| 5     | Pavel Bittner   | Primož Roglič         | Wout van Aert           | Sylvain Moniquet             | Antonio Tiberi     | UAE Team Emirates          | Ibon Ruiz                |
| 6     | Ben O'Connor    | Ben O'Connor          | Wout van Aert           | Sylvain Moniquet             | Florian Lipowitz   | Decathlon-AG2R La Mondiale | Ben O'Connor             |
| 7     | Wout van Aert   | Ben O'Connor          | Wout van Aert           | Sylvain Moniquet             | Antonio Tiberi     | Decathlon-AG2R La Mondiale | Xabier Isasa             |
| 8     | Primož Roglič   | Ben O'Connor          | Wout van Aert           | Primož Roglič                | Antonio Tiberi     | Decathlon-AG2R La Mondiale | Oier Lazkano             |
| 9     | Adam Yates      | Ben O'Connor          | Wout van Aert           | Adam Yates                   | Florian Lipowitz   | UAE Team Emirates          | Adam Yates               |
| 10    | Wout van Aert   | Ben O'Connor          | Wout van Aert           | Adam Yates                   | Florian Lipowitz   | UAE Team Emirates          | Wout van Aert            |
| 11    | Eddie Dunbar    | Ben O'Connor          | Wout van Aert           | Adam Yates                   | Carlos Rodríguez   | UAE Team Emirates          | Xandro Meurisse          |
| 12    | Pablo Castrillo | Ben O'Connor          | Wout van Aert           | Adam Yates                   | Carlos Rodríguez   | UAE Team Emirates          | Pablo Castrillo          |
| 13    | Michael Woods   | Ben O'Connor          | Wout van Aert           | Wout van Aert                | Carlos Rodríguez   | UAE Team Emirates          | Wout van Aert            |
| 14    | Kaden Groves    | Ben O'Connor          | Wout van Aert           | Wout van Aert                | Carlos Rodríguez   | UAE Team Emirates          | Jhonatan Narváez         |
| 15    | Pablo Castrillo | Ben O'Connor          | Wout van Aert           | Wout van Aert                | Florian Lipowitz   | UAE Team Emirates          | Jay Vine                 |
| 16    | Marc Soler      | Ben O'Connor          | Kaden Groves            | Jay Vine                     | Carlos Rodríguez   | UAE Team Emirates          | Marc Soler               |
| 17    | Kaden Groves    | Ben O'Connor          | Kaden Groves            | Jay Vine                     | Carlos Rodríguez   | UAE Team Emirates          | Xabier Isasa             |
| 18    | Urko Berrade    | Ben O'Connor          | Kaden Groves            | Marc Soler                   | Carlos Rodríguez   | UAE Team Emirates          | Marc Soler               |
| 19    | Primož Roglič   | Primož Roglič         | Kaden Groves            | Marc Soler                   | Mattias Skjelmose  | UAE Team Emirates          | Isaac del Toro           |
| 20    | Eddie Dunbar    | Primož Roglič         | Kaden Groves            | Jay Vine                     | Mattias Skjelmose  | UAE Team Emirates          | Marc Soler               |
| 21    | Stefan Küng     | Primož Roglič         | Kaden Groves            | Jay Vine                     | Mattias Skjelmose  | UAE Team Emirates          | no entregat              |
| Final | Final           | Primož Roglič         | Kaden Groves            | Jay Vine                     | Mattias Skjelmose  | UAE Team Emirates          | Marc Soler               |

## Llista de participants
| Team Visma \| Lease a Bike TVL            | Team Visma \| Lease a Bike TVL | Team Visma \| Lease a Bike TVL |
| ----------------------------------------- | ------------------------------ | ------------------------------ |
| Núm                                       | Ciclista                       | Pos                            |
| 1                                         | Sepp Kuss (USA)                | 14è                            |
| 2                                         | Edoardo Affini (ITA)           | 119è                           |
| 3                                         | Robert Gesink (NED)            | 52è                            |
| 4                                         | Steven Kruijswijk (NED)        | 19è                            |
| 5                                         | Cian Uijtdebroeks (BEL)        | NP-15                          |
| 6                                         | Attila Valter (HUN) (ruta)     | 25è                            |
| 7                                         | Wout van Aert (BEL)            | DNF-16                         |
| 8                                         | Dylan van Baarle (NED)         | DNF-2                          |
| Director esportiu: Marc Reef, Addy Engels |                                |                                |

| UAE Team Emirates UAD                          | UAE Team Emirates UAD         | UAE Team Emirates UAD |
| ---------------------------------------------- | ----------------------------- | --------------------- |
| Núm                                            | Ciclista                      | Pos                   |
| 11                                             | João Almeida (POR)            | NP-9                  |
| 12                                             | Filippo Baroncini (ITA)       | 66è                   |
| 13                                             | Isaac del Toro (MEX)          | 36è                   |
| 14                                             | Pàvel Sivakov (FRA)           | 9è                    |
| 15                                             | Jay Vine (AUS)                | 57è                   |
| 16                                             | Adam Yates (GBR)              | 12è                   |
| 17                                             | Brandon McNulty (USA) (crono) | 54è                   |
| 18                                             | Marc Soler i Giménez (ESP)    | 41è                   |
| Director esportiu: Marco Marcato, Manuele Mori |                               |                       |

| Ineos Grenadiers IGD                                   | Ineos Grenadiers IGD                | Ineos Grenadiers IGD |
| ------------------------------------------------------ | ----------------------------------- | -------------------- |
| Núm                                                    | Ciclista                            | Pos                  |
| 21                                                     | Thymen Arensman (NED)               | NP-11                |
| 22                                                     | Laurens De Plus (BEL)               | NP-10                |
| 23                                                     | Kim Heiduk (GER)                    | 107è                 |
| 24                                                     | Jhonatan Narváez Prado (ECU) (ruta) | 50è                  |
| 25                                                     | Brandon Rivera (COL)                | 95è                  |
| 26                                                     | Carlos Rodríguez Cano (ESP)         | 10è                  |
| 27                                                     | Óscar Rodríguez Garaicoechea (ESP)  | 24è                  |
| 28                                                     | Joshua Tarling (GBR) (crono)        | DNF-9                |
| Director esportiu: Christian Knees, Imanol Erviti Ollo |                                     |                      |

| Soudal Quick-Step SOQ                            | Soudal Quick-Step SOQ   | Soudal Quick-Step SOQ |
| ------------------------------------------------ | ----------------------- | --------------------- |
| Núm                                              | Ciclista                | Pos                   |
| 31                                               | Mikel Landa Meana (ESP) | 8è                    |
| 32                                               | Kasper Asgreen (DEN)    | 120è                  |
| 33                                               | Mattia Cattaneo (ITA)   | 23è                   |
| 34                                               | James Knox (GBR)        | 67è                   |
| 35                                               | Junior Lecerf (BEL)     | 44è                   |
| 36                                               | Casper Pedersen (DEN)   | 127è                  |
| 37                                               | Mauri Vansevenant (BEL) | 49è                   |
| 38                                               | Louis Vervaeke (BEL)    | 59è                   |
| Director esportiu: Iljo Keisse, Wilfried Peeters |                         |                       |

| Lidl-Trek LTK                                  | Lidl-Trek LTK                   | Lidl-Trek LTK |
| ---------------------------------------------- | ------------------------------- | ------------- |
| Núm                                            | Ciclista                        | Pos           |
| 41                                             | Mattias Skjelmose (DEN)         | 5è            |
| 42                                             | Giulio Ciccone (ITA)            | DNF-10        |
| 43                                             | Tao Geoghegan Hart (GBR)        | 62è           |
| 44                                             | Patrick Konrad (AUT)            | NP-11         |
| 45                                             | Sam Oomen (NED)                 | 33è           |
| 46                                             | Mathias Vacek (CZE) (crono)     | 61è           |
| 47                                             | Otto Vergaerde (BEL)            | 93è           |
| 48                                             | Carlos Verona Quintanilla (ESP) | 32è           |
| Director esportiu: Kim Andersen, Michael Schär |                                 |               |

| Decathlon-AG2R La Mondiale DAT                    | Decathlon-AG2R La Mondiale DAT | Decathlon-AG2R La Mondiale DAT |
| ------------------------------------------------- | ------------------------------ | ------------------------------ |
| Núm                                               | Ciclista                       | Pos                            |
| 51                                                | Ben O'Connor (AUS)             | 2n                             |
| 52                                                | Bruno Armirail (FRA) (crono)   | 69è                            |
| 53                                                | Clément Berthet (FRA)          | 20è                            |
| 54                                                | Geoffrey Bouchard (FRA)        | 108è                           |
| 55                                                | Sander De Pestel (BEL)         | NP-17                          |
| 56                                                | Felix Gall (AUT)               | 29è                            |
| 57                                                | Victor Lafay (FRA)             | 109è                           |
| 58                                                | Valentin Paret-Peintre (FRA)   | 45è                            |
| Director esportiu: Cyril Dessel, Stéphane Goubert |                                |                                |

| Red Bull-Bora-Hansgrohe RBH                                         | Red Bull-Bora-Hansgrohe RBH          | Red Bull-Bora-Hansgrohe RBH |
| ------------------------------------------------------------------- | ------------------------------------ | --------------------------- |
| Núm                                                                 | Ciclista                             | Pos                         |
| 61                                                                  | Primož Roglič (SLO)                  | 1r                          |
| 62                                                                  | Roger Adrià Oliveras (ESP)           | 43è                         |
| 63                                                                  | Giovanni Aleotti (ITA)               | 38è                         |
| 64                                                                  | Nico Denz (GER)                      | DNF-20                      |
| 65                                                                  | Patrick Gamper (AUT)                 | DNF-20                      |
| 66                                                                  | Florian Lipowitz (GER)               | 7è                          |
| 67                                                                  | Daniel Martínez Poveda (COL) (crono) | DNF-20                      |
| 68                                                                  | Aleksandr Vlàssov                    | 18è                         |
| Director esportiu: Francisco Javier Vila Errandonea, Shane Archbold |                                      |                             |

| Alpecin-Deceuninck ADC                           | Alpecin-Deceuninck ADC    | Alpecin-Deceuninck ADC |
| ------------------------------------------------ | ------------------------- | ---------------------- |
| Núm                                              | Ciclista                  | Pos                    |
| 71                                               | Kaden Groves (AUS)        | 100è                   |
| 72                                               | Maurice Ballerstedt (GER) | 126è                   |
| 73                                               | Quinten Hermans (BEL)     | 80è                    |
| 74                                               | Juri Hollmann (GER)       | 96è                    |
| 75                                               | Xandro Meurisse (BEL)     | 55è                    |
| 76                                               | Edward Planckaert (BEL)   | 116è                   |
| 77                                               | Oscar Riesebeek (NED)     | 130è                   |
| 78                                               | Luca Vergallito (ITA)     | 105è                   |
| Director esportiu: Frederik Willems, Luuc Bugter |                           |                        |

| Israel-Premier Tech IPT                        | Israel-Premier Tech IPT    | Israel-Premier Tech IPT |
| ---------------------------------------------- | -------------------------- | ----------------------- |
| Núm                                            | Ciclista                   | Pos                     |
| 81                                             | Michael Woods (CAN) (ruta) | NP-17                   |
| 82                                             | George Bennett (NZL)       | 34è                     |
| 83                                             | Marco Frigo (ITA)          | 53è                     |
| 84                                             | Nadav Raisberg (ISR)       | 113è                    |
| 85                                             | Matthew Riccitello (USA)   | 30è                     |
| 86                                             | Riley Sheehan (USA)        | 123è                    |
| 87                                             | Corbin Strong (NZL)        | NP-18                   |
| 88                                             | Dylan Teuns (BEL)          | 74è                     |
| Director esportiu: Óscar Guerrero, René Andrle |                            |                         |

| Lotto Dstny LTD                              | Lotto Dstny LTD             | Lotto Dstny LTD |
| -------------------------------------------- | --------------------------- | --------------- |
| Núm                                          | Ciclista                    | Pos             |
| 91                                           | Lennert Van Eetvelt (BEL)   | NP-12           |
| 92                                           | Victor Campenaerts (BEL)    | 111è            |
| 93                                           | Thomas De Gendt (BEL)       | 88è             |
| 94                                           | Andreas Kron (DEN)          | NP-7            |
| 95                                           | Arjen Livyns (BEL)          | 91è             |
| 96                                           | Sylvain Moniquet (BEL)      | 110è            |
| 97                                           | Eduardo Sepúlveda (ARG)     | 86è             |
| 98                                           | Jonas Gregaard Wilsly (DEN) | 77è             |
| Director esportiu: Mario Aerts, Marc Wauters |                             |                 |

| Groupama-FDJ GFC                                    | Groupama-FDJ GFC           | Groupama-FDJ GFC |
| --------------------------------------------------- | -------------------------- | ---------------- |
| Núm                                                 | Ciclista                   | Pos              |
| 101                                                 | David Gaudu (FRA)          | 6è               |
| 102                                                 | Sven Erik Bystrøm (NOR)    | 117è             |
| 103                                                 | Kevin Geniets (LUX) (ruta) | DNF-12           |
| 104                                                 | Lorenzo Germani (ITA)      | 97è              |
| 105                                                 | Stefan Küng (SUI) (crono)  | 39è              |
| 106                                                 | Quentin Pacher (FRA)       | 21è              |
| 107                                                 | Rémy Rochas (FRA)          | DNF-16           |
| 108                                                 | Reuben Thompson (NZL)      | 94è              |
| Director esportiu: Thierry Bricaud, Jussi Veikkanen |                            |                  |

| EF Education-EasyPost EFE                                 | EF Education-EasyPost EFE                | EF Education-EasyPost EFE |
| --------------------------------------------------------- | ---------------------------------------- | ------------------------- |
| Núm                                                       | Ciclista                                 | Pos                       |
| 111                                                       | Richard Carapaz Montenegro (ECU) (crono) | 4t                        |
| 112                                                       | Rui Alberto Faria da Costa (POR) (ruta)  | DNF-5                     |
| 113                                                       | Owain Doull (GBR)                        | 118è                      |
| 114                                                       | Darren Rafferty (IRL) (ruta)             | 75è                       |
| 115                                                       | James Shaw (GBR)                         | 98è                       |
| 116                                                       | Harry Sweeny (AUS)                       | 78è                       |
| 117                                                       | Rigoberto Urán (COL)                     | DNF-6                     |
| 118                                                       | Alexander Cepeda (ECU)                   | 46è                       |
| Director esportiu: Juan Manuel Gárate Cepa, Ken Vanmarcke |                                          |                           |

| Movistar Team MOV                                                   | Movistar Team MOV          | Movistar Team MOV |
| ------------------------------------------------------------------- | -------------------------- | ----------------- |
| Núm                                                                 | Ciclista                   | Pos               |
| 121                                                                 | Enric Mas Nicolau (ESP)    | 3r                |
| 122                                                                 | Jorge Arcas (ESP)          | 112è              |
| 123                                                                 | Carlos Canal Blanco (ESP)  | 70è               |
| 124                                                                 | Oier Lazkano López (ESP)   | 92è               |
| 125                                                                 | Nélson Oliveira (POR)      | 73è               |
| 126                                                                 | Nairo Quintana Rojas (COL) | 31è               |
| 127                                                                 | Einer Rubio (COL)          | 27è               |
| 128                                                                 | Pelayo Sánchez Mayo (ESP)  | DNF-15            |
| Director esportiu: José Vicente García Acosta, Pablo Lastras García |                            |                   |

| Bahrain Victorious TBV                              | Bahrain Victorious TBV  | Bahrain Victorious TBV |
| --------------------------------------------------- | ----------------------- | ---------------------- |
| Núm                                                 | Ciclista                | Pos                    |
| 131                                                 | Antonio Tiberi (ITA)    | DNF-9                  |
| 132                                                 | Damiano Caruso (ITA)    | NP-7                   |
| 133                                                 | Kamil Gradek (POL)      | 133è                   |
| 134                                                 | Jack Haig (AUS)         | 22è                    |
| 135                                                 | Rainer Kepplinger (AUT) | DNF-9                  |
| 136                                                 | Fran Miholjević (CRO)   | 87è                    |
| 137                                                 | Jasha Sütterlin (GER)   | 121è                   |
| 138                                                 | Torstein Træen (NOR)    | 60è                    |
| Director esportiu: Neil Stephens, Franco Pellizotti |                         |                        |

| Team Jayco AlUla JAY                            | Team Jayco AlUla JAY        | Team Jayco AlUla JAY |
| ----------------------------------------------- | --------------------------- | -------------------- |
| Núm                                             | Ciclista                    | Pos                  |
| 141                                             | Edward Dunbar (IRL) (crono) | 11è                  |
| 142                                             | Welay Berehe (ETH)          | NP-13                |
| 143                                             | Alessandro De Marchi (ITA)  | 125è                 |
| 144                                             | Felix Engelhardt (GER)      | 103è                 |
| 145                                             | Chris Harper (AUS)          | DNF-11               |
| 146                                             | Mauro Schmid (SUI) (ruta)   | 71è                  |
| 147                                             | Callum Scotson (AUS)        | NP-16                |
| 148                                             | Filippo Zana (ITA)          | 56è                  |
| Director esportiu: Pieter Weening, Valerio Piva |                             |                      |

| Arkéa-B&B Hotels ARK                           | Arkéa-B&B Hotels ARK            | Arkéa-B&B Hotels ARK |
| ---------------------------------------------- | ------------------------------- | -------------------- |
| Núm                                            | Ciclista                        | Pos                  |
| 151                                            | Cristián Rodríguez Martín (ESP) | 13è                  |
| 152                                            | Élie Gesbert (FRA)              | NP-8                 |
| 153                                            | Thibault Guernalec (FRA)        | 132è                 |
| 154                                            | Simon Guglielmi (FRA)           | 47è                  |
| 155                                            | Laurens Huys (BEL)              | 79è                  |
| 156                                            | Mathis Le Berre (FRA)           | 76è                  |
| 157                                            | Łukasz Owsian (POL)             | 89è                  |
| 158                                            | Michel Ries (LUX)               | DNF-14               |
| Director esportiu: Roger Tréhin, Arnaud Gérard |                                 |                      |

| Intermarché-Wanty IWA                                   | Intermarché-Wanty IWA       | Intermarché-Wanty IWA |
| ------------------------------------------------------- | --------------------------- | --------------------- |
| Núm                                                     | Ciclista                    | Pos                   |
| 161                                                     | Louis Meintjes (RSA)        | 28è                   |
| 162                                                     | Vito Braet (BEL)            | 81è                   |
| 163                                                     | Kobe Goossens (BEL)         | NP-10                 |
| 164                                                     | Arne Marit (BEL)            | 122è                  |
| 165                                                     | Tom Paquot (BEL)            | NP-16                 |
| 166                                                     | Simone Petilli (ITA)        | 90è                   |
| 167                                                     | Lorenzo Rota (ITA)          | NP-11                 |
| 168                                                     | Rein Taaramäe (EST) (crono) | DNF-18                |
| Director esportiu: Steven De Neef, Pieter Vanspeybrouck |                             |                       |

| Team dsm-firmenich PostNL DFP                        | Team dsm-firmenich PostNL DFP | Team dsm-firmenich PostNL DFP |
| ---------------------------------------------------- | ----------------------------- | ----------------------------- |
| Núm                                                  | Ciclista                      | Pos                           |
| 171                                                  | Max Poole (GBR)               | 35è                           |
| 172                                                  | Pavel Bittner (CZE)           | 115è                          |
| 173                                                  | Chris Hamilton (AUS)          | 68è                           |
| 174                                                  | Gijs Leemreize (NED)          | 84è                           |
| 175                                                  | Enzo Leijnse (NED)            | 129è                          |
| 176                                                  | Tim Naberman (NED)            | 135è                          |
| 177                                                  | Martijn Tusveld (NED)         | 63è                           |
| 178                                                  | Julius van den Berg (NED)     | 131è                          |
| Director esportiu: Philip West, Christian Guiberteau |                               |                               |

| Cofidis COF                                                               | Cofidis COF                    | Cofidis COF |
| ------------------------------------------------------------------------- | ------------------------------ | ----------- |
| Núm                                                                       | Ciclista                       | Pos         |
| 181                                                                       | Guillaume Martin (FRA)         | 15è         |
| 182                                                                       | Thomas Champion (FRA)          | 82è         |
| 183                                                                       | Bryan Coquard (FRA)            | DNF-8       |
| 184                                                                       | Rubén Fernández Andújar (ESP)  | NP-14       |
| 185                                                                       | Ion Izagirre Insausti (ESP)    | 37è         |
| 186                                                                       | Jesús Herrada López (ESP)      | 85è         |
| 187                                                                       | Jonathan Lastra Martínez (ESP) | NP-13       |
| 188                                                                       | Kenny Elissonde (FRA)          | DNF-6       |
| Director esportiu: Gorka Gerrikagoitia Arrien, Bingen Fernández Bustintza |                                |             |

| Astana Qazaqstan Team AST                         | Astana Qazaqstan Team AST | Astana Qazaqstan Team AST |
| ------------------------------------------------- | ------------------------- | ------------------------- |
| Núm                                               | Ciclista                  | Pos                       |
| 191                                               | Lorenzo Fortunato (ITA)   | 16è                       |
| 192                                               | Gleb Brussenskiy (KAZ)    | 124è                      |
| 193                                               | Gianmarco Garofoli (ITA)  | 48è                       |
| 194                                               | Harold Martín López (ECU) | NP-10                     |
| 195                                               | Ide Schelling (NED)       | 134è                      |
| 196                                               | Harold Tejada (COL)       | 40è                       |
| 197                                               | Santiago Umba (COL)       | 106è                      |
| 198                                               | Nicolas Vinokourov (KAZ)  | 128è                      |
| Director esportiu: Aleksandr Xefer, Mario Manzoni |                           |                           |

| Equipo Kern Pharma EKP           | Equipo Kern Pharma EKP         | Equipo Kern Pharma EKP |
| -------------------------------- | ------------------------------ | ---------------------- |
| Núm                              | Ciclista                       | Pos                    |
| 201                              | Urko Berrade (ESP)             | 42è                    |
| 202                              | Pablo Castrillo Zapater (ESP)  | 64è                    |
| 203                              | Jorge Gutiérrez González (ESP) | 99è                    |
| 204                              | Unai Iribar (ESP)              | 83è                    |
| 205                              | Pau Miquel Delgado (ESP)       | 58è                    |
| 206                              | José Félix Parra (ESP)         | 17è                    |
| 207                              | Ibon Ruiz (ESP)                | 101è                   |
| 208                              | Antonio Jesús Soto (ESP)       | 114è                   |
| Director esportiu: Mikel Ezkieta |                                |                        |

| Euskaltel-Euskadi EUS                                 | Euskaltel-Euskadi EUS          | Euskaltel-Euskadi EUS |
| ----------------------------------------------------- | ------------------------------ | --------------------- |
| Núm                                                   | Ciclista                       | Pos                   |
| 211                                                   | Txomin Juaristi (ESP)          | DNF-20                |
| 212                                                   | Jon Aberasturi Izaga (ESP)     | DNF-6                 |
| 213                                                   | Xabier Berasategi (ESP)        | 102è                  |
| 214                                                   | Mikel Bizkarra Etxegibel (ESP) | 26è                   |
| 215                                                   | Joan Bou (ESP)                 | 72è                   |
| 216                                                   | Xabier Isasa (ESP)             | 104è                  |
| 217                                                   | Gotzon Martín (ESP)            | 51è                   |
| 218                                                   | Luis Ángel Maté Mardones (ESP) | 65è                   |
| Director esportiu: Jorge Azanza Soto, Pello Olaberria |                                |                       |

| Team Visma \| Lease a Bike TVL            | Team Visma \| Lease a Bike TVL | Team Visma \| Lease a Bike TVL |
| ----------------------------------------- | ------------------------------ | ------------------------------ |
| Núm                                       | Ciclista                       | Pos                            |
| 1                                         | Sepp Kuss (USA)                | 14è                            |
| 2                                         | Edoardo Affini (ITA)           | 119è                           |
| 3                                         | Robert Gesink (NED)            | 52è                            |
| 4                                         | Steven Kruijswijk (NED)        | 19è                            |
| 5                                         | Cian Uijtdebroeks (BEL)        | NP-15                          |
| 6                                         | Attila Valter (HUN) (ruta)     | 25è                            |
| 7                                         | Wout van Aert (BEL)            | DNF-16                         |
| 8                                         | Dylan van Baarle (NED)         | DNF-2                          |
| Director esportiu: Marc Reef, Addy Engels |                                |                                |

| UAE Team Emirates UAD                          | UAE Team Emirates UAD         | UAE Team Emirates UAD |
| ---------------------------------------------- | ----------------------------- | --------------------- |
| Núm                                            | Ciclista                      | Pos                   |
| 11                                             | João Almeida (POR)            | NP-9                  |
| 12                                             | Filippo Baroncini (ITA)       | 66è                   |
| 13                                             | Isaac del Toro (MEX)          | 36è                   |
| 14                                             | Pàvel Sivakov (FRA)           | 9è                    |
| 15                                             | Jay Vine (AUS)                | 57è                   |
| 16                                             | Adam Yates (GBR)              | 12è                   |
| 17                                             | Brandon McNulty (USA) (crono) | 54è                   |
| 18                                             | Marc Soler i Giménez (ESP)    | 41è                   |
| Director esportiu: Marco Marcato, Manuele Mori |                               |                       |

| Ineos Grenadiers IGD                                   | Ineos Grenadiers IGD                | Ineos Grenadiers IGD |
| ------------------------------------------------------ | ----------------------------------- | -------------------- |
| Núm                                                    | Ciclista                            | Pos                  |
| 21                                                     | Thymen Arensman (NED)               | NP-11                |
| 22                                                     | Laurens De Plus (BEL)               | NP-10                |
| 23                                                     | Kim Heiduk (GER)                    | 107è                 |
| 24                                                     | Jhonatan Narváez Prado (ECU) (ruta) | 50è                  |
| 25                                                     | Brandon Rivera (COL)                | 95è                  |
| 26                                                     | Carlos Rodríguez Cano (ESP)         | 10è                  |
| 27                                                     | Óscar Rodríguez Garaicoechea (ESP)  | 24è                  |
| 28                                                     | Joshua Tarling (GBR) (crono)        | DNF-9                |
| Director esportiu: Christian Knees, Imanol Erviti Ollo |                                     |                      |

| Soudal Quick-Step SOQ                            | Soudal Quick-Step SOQ   | Soudal Quick-Step SOQ |
| ------------------------------------------------ | ----------------------- | --------------------- |
| Núm                                              | Ciclista                | Pos                   |
| 31                                               | Mikel Landa Meana (ESP) | 8è                    |
| 32                                               | Kasper Asgreen (DEN)    | 120è                  |
| 33                                               | Mattia Cattaneo (ITA)   | 23è                   |
| 34                                               | James Knox (GBR)        | 67è                   |
| 35                                               | Junior Lecerf (BEL)     | 44è                   |
| 36                                               | Casper Pedersen (DEN)   | 127è                  |
| 37                                               | Mauri Vansevenant (BEL) | 49è                   |
| 38                                               | Louis Vervaeke (BEL)    | 59è                   |
| Director esportiu: Iljo Keisse, Wilfried Peeters |                         |                       |

| Lidl-Trek LTK                                  | Lidl-Trek LTK                   | Lidl-Trek LTK |
| ---------------------------------------------- | ------------------------------- | ------------- |
| Núm                                            | Ciclista                        | Pos           |
| 41                                             | Mattias Skjelmose (DEN)         | 5è            |
| 42                                             | Giulio Ciccone (ITA)            | DNF-10        |
| 43                                             | Tao Geoghegan Hart (GBR)        | 62è           |
| 44                                             | Patrick Konrad (AUT)            | NP-11         |
| 45                                             | Sam Oomen (NED)                 | 33è           |
| 46                                             | Mathias Vacek (CZE) (crono)     | 61è           |
| 47                                             | Otto Vergaerde (BEL)            | 93è           |
| 48                                             | Carlos Verona Quintanilla (ESP) | 32è           |
| Director esportiu: Kim Andersen, Michael Schär |                                 |               |

| Decathlon-AG2R La Mondiale DAT                    | Decathlon-AG2R La Mondiale DAT | Decathlon-AG2R La Mondiale DAT |
| ------------------------------------------------- | ------------------------------ | ------------------------------ |
| Núm                                               | Ciclista                       | Pos                            |
| 51                                                | Ben O'Connor (AUS)             | 2n                             |
| 52                                                | Bruno Armirail (FRA) (crono)   | 69è                            |
| 53                                                | Clément Berthet (FRA)          | 20è                            |
| 54                                                | Geoffrey Bouchard (FRA)        | 108è                           |
| 55                                                | Sander De Pestel (BEL)         | NP-17                          |
| 56                                                | Felix Gall (AUT)               | 29è                            |
| 57                                                | Victor Lafay (FRA)             | 109è                           |
| 58                                                | Valentin Paret-Peintre (FRA)   | 45è                            |
| Director esportiu: Cyril Dessel, Stéphane Goubert |                                |                                |

| Red Bull-Bora-Hansgrohe RBH                                         | Red Bull-Bora-Hansgrohe RBH          | Red Bull-Bora-Hansgrohe RBH |
| ------------------------------------------------------------------- | ------------------------------------ | --------------------------- |
| Núm                                                                 | Ciclista                             | Pos                         |
| 61                                                                  | Primož Roglič (SLO)                  | 1r                          |
| 62                                                                  | Roger Adrià Oliveras (ESP)           | 43è                         |
| 63                                                                  | Giovanni Aleotti (ITA)               | 38è                         |
| 64                                                                  | Nico Denz (GER)                      | DNF-20                      |
| 65                                                                  | Patrick Gamper (AUT)                 | DNF-20                      |
| 66                                                                  | Florian Lipowitz (GER)               | 7è                          |
| 67                                                                  | Daniel Martínez Poveda (COL) (crono) | DNF-20                      |
| 68                                                                  | Aleksandr Vlàssov                    | 18è                         |
| Director esportiu: Francisco Javier Vila Errandonea, Shane Archbold |                                      |                             |

| Alpecin-Deceuninck ADC                           | Alpecin-Deceuninck ADC    | Alpecin-Deceuninck ADC |
| ------------------------------------------------ | ------------------------- | ---------------------- |
| Núm                                              | Ciclista                  | Pos                    |
| 71                                               | Kaden Groves (AUS)        | 100è                   |
| 72                                               | Maurice Ballerstedt (GER) | 126è                   |
| 73                                               | Quinten Hermans (BEL)     | 80è                    |
| 74                                               | Juri Hollmann (GER)       | 96è                    |
| 75                                               | Xandro Meurisse (BEL)     | 55è                    |
| 76                                               | Edward Planckaert (BEL)   | 116è                   |
| 77                                               | Oscar Riesebeek (NED)     | 130è                   |
| 78                                               | Luca Vergallito (ITA)     | 105è                   |
| Director esportiu: Frederik Willems, Luuc Bugter |                           |                        |

| Israel-Premier Tech IPT                        | Israel-Premier Tech IPT    | Israel-Premier Tech IPT |
| ---------------------------------------------- | -------------------------- | ----------------------- |
| Núm                                            | Ciclista                   | Pos                     |
| 81                                             | Michael Woods (CAN) (ruta) | NP-17                   |
| 82                                             | George Bennett (NZL)       | 34è                     |
| 83                                             | Marco Frigo (ITA)          | 53è                     |
| 84                                             | Nadav Raisberg (ISR)       | 113è                    |
| 85                                             | Matthew Riccitello (USA)   | 30è                     |
| 86                                             | Riley Sheehan (USA)        | 123è                    |
| 87                                             | Corbin Strong (NZL)        | NP-18                   |
| 88                                             | Dylan Teuns (BEL)          | 74è                     |
| Director esportiu: Óscar Guerrero, René Andrle |                            |                         |

| Lotto Dstny LTD                              | Lotto Dstny LTD             | Lotto Dstny LTD |
| -------------------------------------------- | --------------------------- | --------------- |
| Núm                                          | Ciclista                    | Pos             |
| 91                                           | Lennert Van Eetvelt (BEL)   | NP-12           |
| 92                                           | Victor Campenaerts (BEL)    | 111è            |
| 93                                           | Thomas De Gendt (BEL)       | 88è             |
| 94                                           | Andreas Kron (DEN)          | NP-7            |
| 95                                           | Arjen Livyns (BEL)          | 91è             |
| 96                                           | Sylvain Moniquet (BEL)      | 110è            |
| 97                                           | Eduardo Sepúlveda (ARG)     | 86è             |
| 98                                           | Jonas Gregaard Wilsly (DEN) | 77è             |
| Director esportiu: Mario Aerts, Marc Wauters |                             |                 |

| Groupama-FDJ GFC                                    | Groupama-FDJ GFC           | Groupama-FDJ GFC |
| --------------------------------------------------- | -------------------------- | ---------------- |
| Núm                                                 | Ciclista                   | Pos              |
| 101                                                 | David Gaudu (FRA)          | 6è               |
| 102                                                 | Sven Erik Bystrøm (NOR)    | 117è             |
| 103                                                 | Kevin Geniets (LUX) (ruta) | DNF-12           |
| 104                                                 | Lorenzo Germani (ITA)      | 97è              |
| 105                                                 | Stefan Küng (SUI) (crono)  | 39è              |
| 106                                                 | Quentin Pacher (FRA)       | 21è              |
| 107                                                 | Rémy Rochas (FRA)          | DNF-16           |
| 108                                                 | Reuben Thompson (NZL)      | 94è              |
| Director esportiu: Thierry Bricaud, Jussi Veikkanen |                            |                  |

| EF Education-EasyPost EFE                                 | EF Education-EasyPost EFE                | EF Education-EasyPost EFE |
| --------------------------------------------------------- | ---------------------------------------- | ------------------------- |
| Núm                                                       | Ciclista                                 | Pos                       |
| 111                                                       | Richard Carapaz Montenegro (ECU) (crono) | 4t                        |
| 112                                                       | Rui Alberto Faria da Costa (POR) (ruta)  | DNF-5                     |
| 113                                                       | Owain Doull (GBR)                        | 118è                      |
| 114                                                       | Darren Rafferty (IRL) (ruta)             | 75è                       |
| 115                                                       | James Shaw (GBR)                         | 98è                       |
| 116                                                       | Harry Sweeny (AUS)                       | 78è                       |
| 117                                                       | Rigoberto Urán (COL)                     | DNF-6                     |
| 118                                                       | Alexander Cepeda (ECU)                   | 46è                       |
| Director esportiu: Juan Manuel Gárate Cepa, Ken Vanmarcke |                                          |                           |

| Movistar Team MOV                                                   | Movistar Team MOV          | Movistar Team MOV |
| ------------------------------------------------------------------- | -------------------------- | ----------------- |
| Núm                                                                 | Ciclista                   | Pos               |
| 121                                                                 | Enric Mas Nicolau (ESP)    | 3r                |
| 122                                                                 | Jorge Arcas (ESP)          | 112è              |
| 123                                                                 | Carlos Canal Blanco (ESP)  | 70è               |
| 124                                                                 | Oier Lazkano López (ESP)   | 92è               |
| 125                                                                 | Nélson Oliveira (POR)      | 73è               |
| 126                                                                 | Nairo Quintana Rojas (COL) | 31è               |
| 127                                                                 | Einer Rubio (COL)          | 27è               |
| 128                                                                 | Pelayo Sánchez Mayo (ESP)  | DNF-15            |
| Director esportiu: José Vicente García Acosta, Pablo Lastras García |                            |                   |

| Bahrain Victorious TBV                              | Bahrain Victorious TBV  | Bahrain Victorious TBV |
| --------------------------------------------------- | ----------------------- | ---------------------- |
| Núm                                                 | Ciclista                | Pos                    |
| 131                                                 | Antonio Tiberi (ITA)    | DNF-9                  |
| 132                                                 | Damiano Caruso (ITA)    | NP-7                   |
| 133                                                 | Kamil Gradek (POL)      | 133è                   |
| 134                                                 | Jack Haig (AUS)         | 22è                    |
| 135                                                 | Rainer Kepplinger (AUT) | DNF-9                  |
| 136                                                 | Fran Miholjević (CRO)   | 87è                    |
| 137                                                 | Jasha Sütterlin (GER)   | 121è                   |
| 138                                                 | Torstein Træen (NOR)    | 60è                    |
| Director esportiu: Neil Stephens, Franco Pellizotti |                         |                        |

| Team Jayco AlUla JAY                            | Team Jayco AlUla JAY        | Team Jayco AlUla JAY |
| ----------------------------------------------- | --------------------------- | -------------------- |
| Núm                                             | Ciclista                    | Pos                  |
| 141                                             | Edward Dunbar (IRL) (crono) | 11è                  |
| 142                                             | Welay Berehe (ETH)          | NP-13                |
| 143                                             | Alessandro De Marchi (ITA)  | 125è                 |
| 144                                             | Felix Engelhardt (GER)      | 103è                 |
| 145                                             | Chris Harper (AUS)          | DNF-11               |
| 146                                             | Mauro Schmid (SUI) (ruta)   | 71è                  |
| 147                                             | Callum Scotson (AUS)        | NP-16                |
| 148                                             | Filippo Zana (ITA)          | 56è                  |
| Director esportiu: Pieter Weening, Valerio Piva |                             |                      |

| Arkéa-B&B Hotels ARK                           | Arkéa-B&B Hotels ARK            | Arkéa-B&B Hotels ARK |
| ---------------------------------------------- | ------------------------------- | -------------------- |
| Núm                                            | Ciclista                        | Pos                  |
| 151                                            | Cristián Rodríguez Martín (ESP) | 13è                  |
| 152                                            | Élie Gesbert (FRA)              | NP-8                 |
| 153                                            | Thibault Guernalec (FRA)        | 132è                 |
| 154                                            | Simon Guglielmi (FRA)           | 47è                  |
| 155                                            | Laurens Huys (BEL)              | 79è                  |
| 156                                            | Mathis Le Berre (FRA)           | 76è                  |
| 157                                            | Łukasz Owsian (POL)             | 89è                  |
| 158                                            | Michel Ries (LUX)               | DNF-14               |
| Director esportiu: Roger Tréhin, Arnaud Gérard |                                 |                      |

| Intermarché-Wanty IWA                                   | Intermarché-Wanty IWA       | Intermarché-Wanty IWA |
| ------------------------------------------------------- | --------------------------- | --------------------- |
| Núm                                                     | Ciclista                    | Pos                   |
| 161                                                     | Louis Meintjes (RSA)        | 28è                   |
| 162                                                     | Vito Braet (BEL)            | 81è                   |
| 163                                                     | Kobe Goossens (BEL)         | NP-10                 |
| 164                                                     | Arne Marit (BEL)            | 122è                  |
| 165                                                     | Tom Paquot (BEL)            | NP-16                 |
| 166                                                     | Simone Petilli (ITA)        | 90è                   |
| 167                                                     | Lorenzo Rota (ITA)          | NP-11                 |
| 168                                                     | Rein Taaramäe (EST) (crono) | DNF-18                |
| Director esportiu: Steven De Neef, Pieter Vanspeybrouck |                             |                       |

| Team dsm-firmenich PostNL DFP                        | Team dsm-firmenich PostNL DFP | Team dsm-firmenich PostNL DFP |
| ---------------------------------------------------- | ----------------------------- | ----------------------------- |
| Núm                                                  | Ciclista                      | Pos                           |
| 171                                                  | Max Poole (GBR)               | 35è                           |
| 172                                                  | Pavel Bittner (CZE)           | 115è                          |
| 173                                                  | Chris Hamilton (AUS)          | 68è                           |
| 174                                                  | Gijs Leemreize (NED)          | 84è                           |
| 175                                                  | Enzo Leijnse (NED)            | 129è                          |
| 176                                                  | Tim Naberman (NED)            | 135è                          |
| 177                                                  | Martijn Tusveld (NED)         | 63è                           |
| 178                                                  | Julius van den Berg (NED)     | 131è                          |
| Director esportiu: Philip West, Christian Guiberteau |                               |                               |

| Cofidis COF                                                               | Cofidis COF                    | Cofidis COF |
| ------------------------------------------------------------------------- | ------------------------------ | ----------- |
| Núm                                                                       | Ciclista                       | Pos         |
| 181                                                                       | Guillaume Martin (FRA)         | 15è         |
| 182                                                                       | Thomas Champion (FRA)          | 82è         |
| 183                                                                       | Bryan Coquard (FRA)            | DNF-8       |
| 184                                                                       | Rubén Fernández Andújar (ESP)  | NP-14       |
| 185                                                                       | Ion Izagirre Insausti (ESP)    | 37è         |
| 186                                                                       | Jesús Herrada López (ESP)      | 85è         |
| 187                                                                       | Jonathan Lastra Martínez (ESP) | NP-13       |
| 188                                                                       | Kenny Elissonde (FRA)          | DNF-6       |
| Director esportiu: Gorka Gerrikagoitia Arrien, Bingen Fernández Bustintza |                                |             |

| Astana Qazaqstan Team AST                         | Astana Qazaqstan Team AST | Astana Qazaqstan Team AST |
| ------------------------------------------------- | ------------------------- | ------------------------- |
| Núm                                               | Ciclista                  | Pos                       |
| 191                                               | Lorenzo Fortunato (ITA)   | 16è                       |
| 192                                               | Gleb Brussenskiy (KAZ)    | 124è                      |
| 193                                               | Gianmarco Garofoli (ITA)  | 48è                       |
| 194                                               | Harold Martín López (ECU) | NP-10                     |
| 195                                               | Ide Schelling (NED)       | 134è                      |
| 196                                               | Harold Tejada (COL)       | 40è                       |
| 197                                               | Santiago Umba (COL)       | 106è                      |
| 198                                               | Nicolas Vinokourov (KAZ)  | 128è                      |
| Director esportiu: Aleksandr Xefer, Mario Manzoni |                           |                           |

| Equipo Kern Pharma EKP           | Equipo Kern Pharma EKP         | Equipo Kern Pharma EKP |
| -------------------------------- | ------------------------------ | ---------------------- |
| Núm                              | Ciclista                       | Pos                    |
| 201                              | Urko Berrade (ESP)             | 42è                    |
| 202                              | Pablo Castrillo Zapater (ESP)  | 64è                    |
| 203                              | Jorge Gutiérrez González (ESP) | 99è                    |
| 204                              | Unai Iribar (ESP)              | 83è                    |
| 205                              | Pau Miquel Delgado (ESP)       | 58è                    |
| 206                              | José Félix Parra (ESP)         | 17è                    |
| 207                              | Ibon Ruiz (ESP)                | 101è                   |
| 208                              | Antonio Jesús Soto (ESP)       | 114è                   |
| Director esportiu: Mikel Ezkieta |                                |                        |

| Euskaltel-Euskadi EUS                                 | Euskaltel-Euskadi EUS          | Euskaltel-Euskadi EUS |
| ----------------------------------------------------- | ------------------------------ | --------------------- |
| Núm                                                   | Ciclista                       | Pos                   |
| 211                                                   | Txomin Juaristi (ESP)          | DNF-20                |
| 212                                                   | Jon Aberasturi Izaga (ESP)     | DNF-6                 |
| 213                                                   | Xabier Berasategi (ESP)        | 102è                  |
| 214                                                   | Mikel Bizkarra Etxegibel (ESP) | 26è                   |
| 215                                                   | Joan Bou (ESP)                 | 72è                   |
| 216                                                   | Xabier Isasa (ESP)             | 104è                  |
| 217                                                   | Gotzon Martín (ESP)            | 51è                   |
| 218                                                   | Luis Ángel Maté Mardones (ESP) | 65è                   |
| Director esportiu: Jorge Azanza Soto, Pello Olaberria |                                |                       |